# Крустпілс (станція)
Крустпілс (лат. Krustpils) — вузлова дільнична залізнична станція Латвійської залізниці. Розташована на перетині ліній Рига — Даугавпілс та Єлгава I — Резекне II в місті Єкабпілс, Латвія.

## Історія
Станція відкрита 12 вересня 1861 року під час будівництва Ризько-Дінабурзької залізниці. Після запуску 1901 року Московсько-Віндаво-Рибинської залізниці отримала статус вузлової.
1962 року, після об'єднання міст Крустпілс та Єкабпілс, отримала сучасну назву. Свого часу і в місті Єкабпілс була залізнична станція, яку будували як вузькоколійну. 
16 листопада 1936 року відкритий для руху новий залізничний міст через річку Даугава, через який була прокладена залізниця широкої колії і побудована сполучна колія між станціями Круспілс (лат. Krustpils) та Єкабпілс (лат. Jēkabpils).
Станція Крустпілс була першою експериментальною на Прибалтійській залізниці, яка була обладнана апаратурою ПОНАБ.
2016 року на станції зведені високі перони, які є першими та єдиними перонами на станціях Латвії, де зупинялися пасажирські поїзди міжнародного сполучення.

## Пасажирське сполучення
Через станцію Крустпілс прямують пасажирські поїзди: 
- Рига — Даугавпілс (4 пари щодня);
- Айзкраукле — Даугавпілс (дизель-поїзди з узгодженою пересадкою на електропоїзд Рига — Айзкраукле; 2 пари щодня);
- Рига — Краслава (5 разів на тиждень);
- Рига — Індра (2 рази на тиждень);
- Рига — Резекне II (1 пара щодня);
- Рига — Зілупе (2 пари щодня).